# Alexeï Antropov
Pour les articles homonymes, voir Antropov.
Alexeï Petrovitch Antropov (en russe : Алексей Петрович Антропов) est un peintre russe né le 14 mars 1716 (25 mars dans le calendrier grégorien) et décédé le 12 juin 1795 (23 juin dans le calendrier grégorien) à Saint-Pétersbourg.
Antropov a principalement peint des huiles, des miniatures et des icônes. Il a principalement travaillé à Saint-Pétersbourg, Moscou et Kiev.

## Biographie
Fils d'un soldat de la garde, il travaille, dès sa seizième année, sous la direction de différents artistes russes et étrangers, A. Matwejeff, M. A. Sakharov, U. J. Vichniakov et L. Carravac, ou Louis Caravaque. Il invite Rotari, appelé à Saint-Pétersbourg en 1747, pour s'occuper de lui. Il aide à l'exécution des peintures du palais Anitchkov et à celles du nouvel Opéra.

## Œuvres

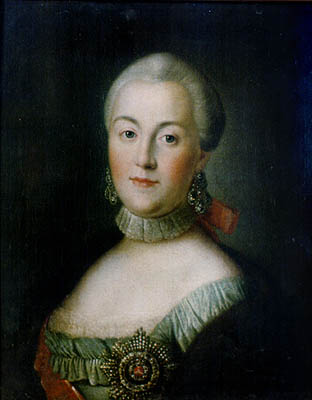
Portrait de la grande-duchesse Catherine Alexeïevna (future Catherine II) - avant 1762
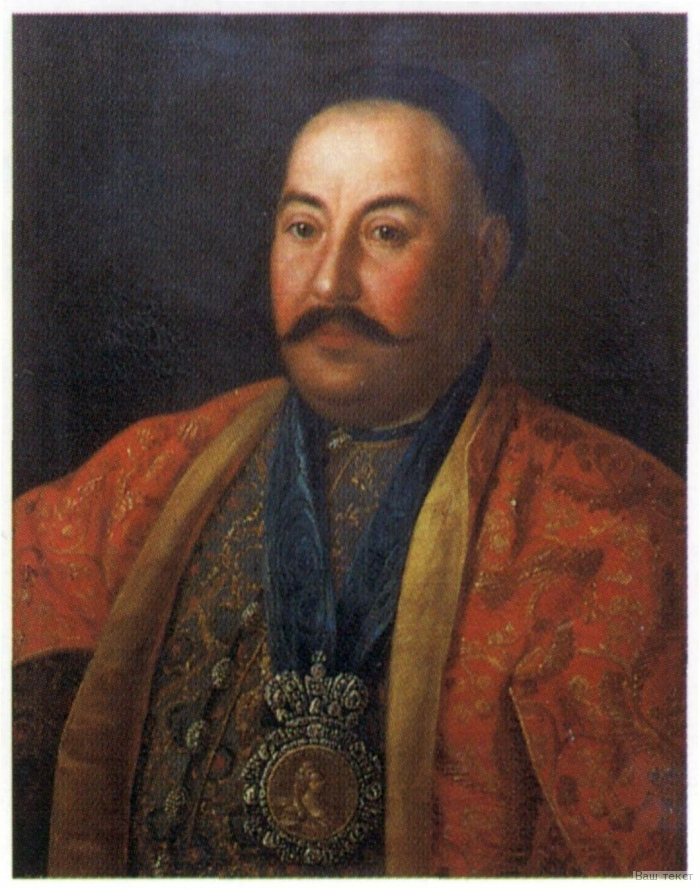
Portrait de l'ataman F.I. Krasnochtchekov - 1761
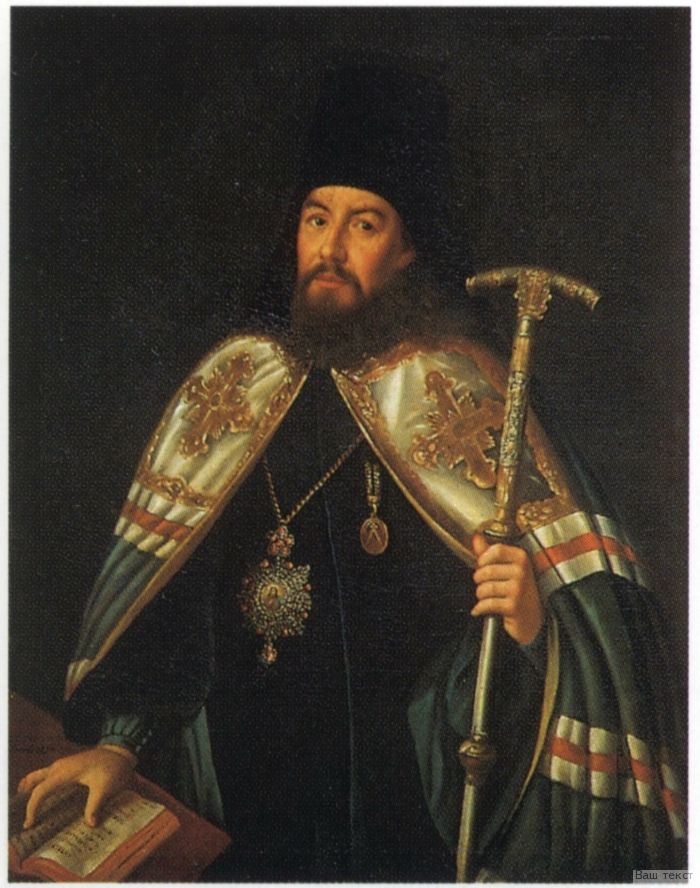
Portrait de l'archevêque Gavriil Petrov - 1774

## Musées
- Moscou (galerie Tretiakov) :
  - Portrait d'un homme.
- Saint-Pétersbourg (Musée russe) :
  - Comtesse Maria Andreïevna Roumiantseva.